# JTE 7-31
JTE 7-31是一种有机化合物，分子式C22H28N2O3，是日本煙草產業公司（JT）开发的选择性大麻素受体（CB）激动剂。